# Heves (historisch comitaat)
Het comitaat Heves (Duits: Komitat Heves), was een historisch comitaat net benoorden het midden van het koninkrijk Hongarije. Dit comitaat bestond vanaf de 13e eeuw tot 1950 in zijn historische context en was door de Turken bezet tussen 1596 en 1687. Het huidige comitaat komt grotendeels overeen met het Hongaarse Heves (comitaat) dat in hernieuwde stijl uit 1950 stamt. Er zijn echter wat grenswijzigingen geweest met de aangrenzende hernieuwde comitaten Jász-Nagykun-Szolnok en Borsod-Abaúj-Zemplén.

## Ligging

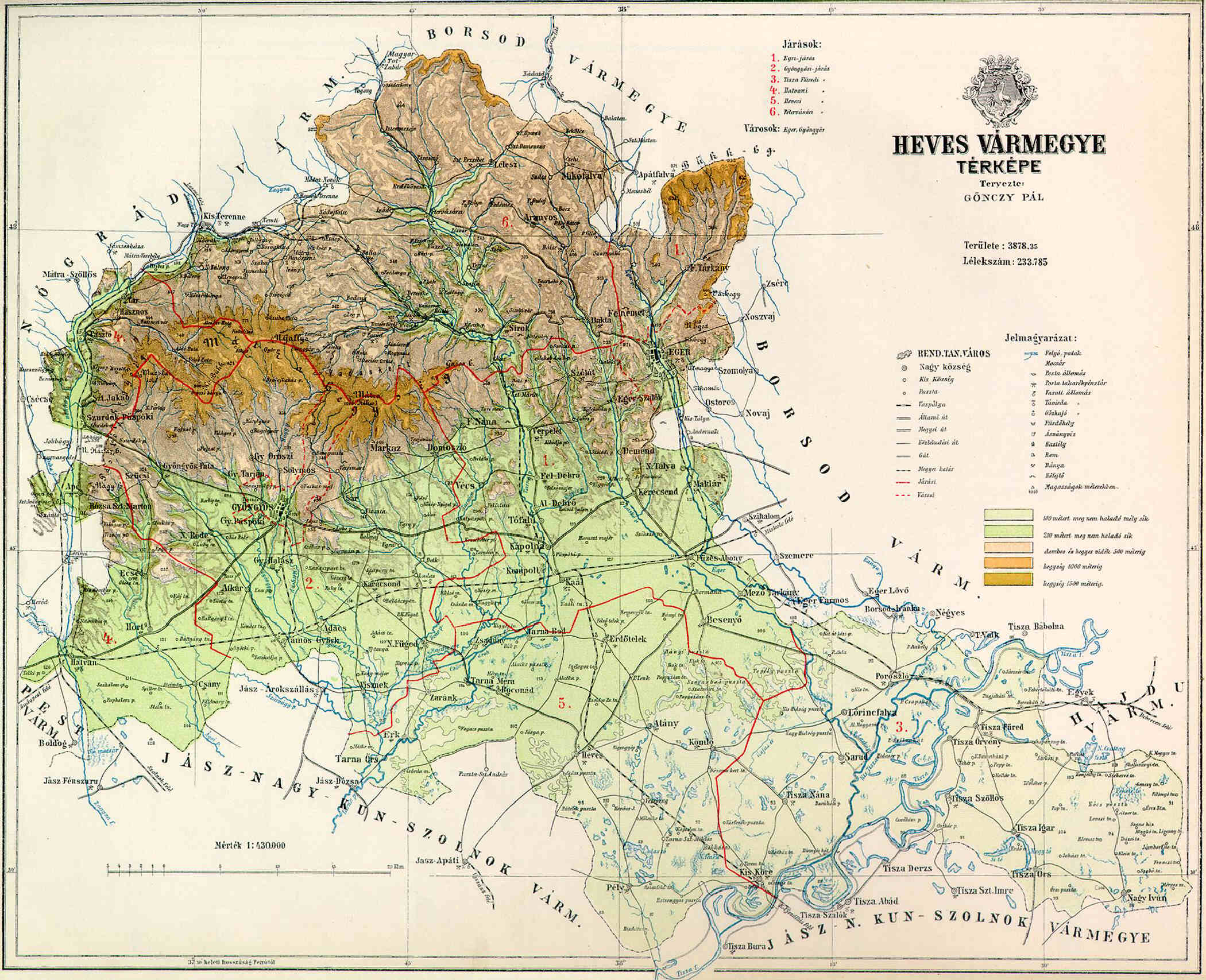
Kaart van het Comitaat Heves in 1891

Het comitaat grensde aan de comitaten Nógrád (historisch comitaat), Gömör és Kis-Hont, Borsod , Jász-Nagykun-Szolnok (historisch comitaat) en het comitaat Pest-Pilis-Solt-Kiskun. De rivier de Tisza / Theiss en een aantal andere bergrivieren stroomde door het gebied. Het gebied is een bergachtig landschap enerzijds en een vlakker gebied anderzijds.Het Mátragebergte en delen van het Bükkgebergte waren in het comitaat te vinden.

## Districten
| Stoeldistrict | Hoofdplaats |
| ------------- | ----------- |
| Eger          | Eger        |
| Gyöngyös      | Gyöngyös    |
| Hatvan        | Hatvan      |
| Pétervására   | Pétervására |
| Tiszafüred    | Tiszafüred  |
| Stadsdistrict |             |
| Eger          | Eger        |
| Gyöngyös      | Gyöngyös    |